# Billie the Vision and the Dancers
Billie the Vision & the Dancers é uma banda Indie Sueca com raízes em Malmo, Blecíngia, na Dalecárlia e na Argentina, que gravou seu primeiro álbum I Was So Unpopular In School And Now They’re Giving Me This Beautiful Bicycle na Primavera de 2004. A banda produz os seus próprios álbuns, através da editora Love will pay the Bills. Ficheiros mp3 grátis dos seus álbuns estão disponíveis no site da banda. 

## Membros
- Silvio Arismendi - Percussão, Bateria
- John Dunsö - Guitarra acústica, Voz, Piano
- Alex Thompson - Guitarra
- Fia Janninge - Percussão, Violino, Voz
- Maria Carlsson - Baixo
- Lisa Haglind - Trombeta, Acordeão, Harpa
- Gustav Kronkvist - Guitarra eléctrica
- Lars Lindquist - Voz, Pandeireta

## Discografia
- I Was So Unpopular In School And Now They're Giving Me This Beautiful Bicycle (2004)
- The World According To Pablo (2005)
- Where The Ocean Meets My Hand (2007)
- I Used To Wander These Streets (2008)
- From Burning Hell to Smile and Laughter (2010)
- While You Were Asleep (2012)
- What's The Matter With You Boy? (2017)

## Singles
- A man from Argentina
- Ask for More
- Scared
- So you want me to Bleed
- Absolutely, Salutely